# أحمد سعيدي
أحمد سعيدي (بالفارسية: احمد سعیدی) هو لاعب كرة قدم إيراني. حضر احمد سعيدي خلال مسيرته الرياضية في عدة فرق ومنها فريق ألفاند حمدان لكرة القدم الإيراني.